# Boișoara
Boisoara là một xã thuộc hạt Vâlcea, România. Dân số thời điểm năm 2002 là 1683 người.